# Luiz Henrique Rosa
Luiz Henrique Rosa, ou somente "Luiz Henrique" (nome artístico oficial)  (Tubarão, 25 de novembro de 1938 — Florianópolis, 9 de julho de 1985) foi um cantor, violonista e compositor brasileiro de bossa nova e MPB, tendo como auge de sua carreira a década de 60 vivida nos EUA.
É de sua autoria a melodia do hino do Avaí Futebol Clube.

## História
Aos 11 anos mudou-se com a família para a cidade de Florianópolis, lugar que homenageou até as últimas canções. Aos vinte e poucos anos teve um programa na Rádio Diário da Manhã, onde tocava suas próprias composições e os sucessos da época. Antes de compor as estimadas 200 canções, Luiz Henrique também tocou em festas, bares e bailes.
Em 1960 excursionou por todo o sul brasileiro a convite do pianista gaúcho Norberto Baldauf, acompanhando seu conjunto melódico.
Em 1961 mudou-se para o Rio de Janeiro (cidade), onde se apresentou em diversos night-clubs e onde também gravou seu primeiro disco. Um compacto com duas músicas, Garota da Rua da Praia e Se o Amor É Isso, composições em parceria com Cláudio Alvim Barbosa, o Zininho. No Beco das Garrafas teve a oportunidade única de tocar ao lado de Elis Regina. Surgindo no templo da bossa nova, despontou com um balanço diferente, ao lado de nada menos que Jorge Ben, alem da cantora iniciante Flora Purim, em 1963. Ao lado de feras como Os Cariocas, Tamba Trio de Luiz Eça, Bossa Rio, Copa Trio e as iniciantes Quarteto em Cy  que se apresentavam nas Boates Bottles Bar, Little Club e Bacharat, disputava as canjas das tardes domingueiras ao lado de músicos como Sérgio Mendes. Em 1964, quando gravou seu primeiro LP, A Bossa Moderna de Luiz Henrique, conquistou as paradas de sucesso em todo o país, tendo arranjadores J.T.Meirelles e Dom Salvador Filho.
Em 1965, no auge da bossa nova no Brasil, Luiz Henrique partiu para os Estados Unidos. Em Nova York, conviveu com grandes músicos norte-americanos, como Stan Getz, Oscar Brown Jr., Billy Butterfield, Bobby Hacket e Liza Minnelli, entre outros. E com muitos brasileiros, como Sivuca, Hermeto Pascoal, Walter Wanderley, João Gilberto]] e Airto Moreira.  O músico permaneceu nos Estados Unidos até 1971, quando então voltou à sua amada ilha. Em 1976 lançou seu último LP, Mestiço.
Morreu aos 46 anos, quando completaria 25 anos de carreira, vítima de um acidente automobilístico.
No ano de 2003 foi organizado, em sua homenagem, o CD A Bossa Sempre Nova de Luiz Henrique, para o qual os músicos Martinho da Vila, Elza Soares, Ivan Lins, Luiz Melodia, Sandra de Sá, Biá Krieger e Toni Garrido foram convidados a interpretar e gravar suas composições.
Em 2009, Liza Minnelli lançou a coletânea Liza A&M the complete A&M Recordings, com grandes sucessos de sua carreira, e incluiu três canções de Luiz Henrique Rosa, gravadas originalmente pelos dois na década de 1960.

## Discografia
- Garota da Rua da Praia (1961)
- A Bossa Moderna de Luiz Henrique (1964)
- Barra Limpa (1967)
- Popcorn (1967)
- Bobby, Billy & Brazil (1967)
- Finding a New Friend (1968)
- Listen to Me (1968)
- Joy 66 (1968)
- The Eletric Experiment is Over, Reprise (1968)
- Mestiço (1975)